# ویکتوریا روفو
ماریا ویکتوریا اوخنیا گوادالوپه مارتینس دل ریو مورنو-روفو (متولد ۳۱ مه ۱۹۶۲)، که بیشتر با نام ویکتوریا روفو شناخته می‌شود، بازیگر مکزیکی برجسته‌ای است که به دلیل ایفای نقش‌های ماندگار و تأثیرگذار در سریال‌های تلویزیونی (تلنولا) شهرت دارد.

## زندگی شخصی
ویکتوریا روفو خواهر گابریلا روفو، بازیگر و مجری رادیو، و مارسلا روفو، تهیه‌کننده، است. او از ازدواج با اوخنیو دربز صاحب یک پسر به نام خوزه ادواردو دربز (متولد ۱۹۹۲) است. در تاریخ ۹ مارس ۲۰۰۱، او با عمر فایاد، سیاستمدار مکزیکی که فرماندار ایالت هیدالگو بود، ازدواج کرد. در ۱۱ اوت ۲۰۰۴، او مادر دوقلوهایی به نام‌های ویکتوریا و آنوار شد. 

## حرفه بازیگری
دهه ۱۹۸۰
ویکتوریا روفو فعالیت بازیگری خود را در سال ۱۹۸۰ آغاز کرد و با ایفای نقش‌های مکمل در سریال تلویزیونی «کنفلیکتوس ده اون مدیکو» به کارگردانی ارنستو آلونسو وارد عرصه بازیگری شد. او سپس در سریال «آل روخو ویوو» به فعالیت خود ادامه داد. در سال ۱۹۸۳، والنتین پیمستین فرصتی به او داد تا در نقش اصلی سریال «لا فی‌یرا» با نام ناتالیا رامیرس در کنار گی‌یرمو کاپتی‌یو ایفای نقش کند.
در سال ۱۹۸۵، او در سریال «خوآنا ایریس» به کارگردانی کارلوس تل‌یز نقش اصلی را بر عهده داشت و در کنار والنتین تروخی‌یو و خواهرش، گابریلا روفو، به ایفای نقش پرداخت. در سال ۱۹۸۷، او در سریال «ویکتوریا» به کارگردانی ارنستو آلونسو ایفای نقش کرد. در سال ۱۹۸۹، والنتین پیمستین نقش اصلی سریال «سیمپلمانته ماریا» را به او پیشنهاد داد که نقطه عطفی در کارنامه حرفه‌ای‌اش بود.
دهه ۱۹۹۰
در سال ۱۹۳۳، او در سریال «کاپریچو» به کارگردانی کارلوس سوتومایور نقش کریستینا آرآندا را ایفا کرد. در سال ۱۹۹۵ نیز  روفو در سریال «پوبره نینیا ریکا» به کارگردانی انریکه سگوویانو نقش اصلی را با نام «کنسوئلو وی‌یگران» بر عهده داشت. در سال ۱۹۹۸، او در سریال «ویوو پور النا» نقش النا کارواخال را بازی کرد.
دهه ۲۰۰۰
در سال ۲۰۰۰، او در سریال «آبراسامه موئی فوئرته» به تهیه‌کنندگی سالوادور مخیا در کنار آراسلی آرآمبولا ایفای نقش کرد. سال ۲۰۰۵ بازگشت او به دنیای سریال‌ها با سریال تحسین‌شده «لا مادراسترا» بود که در کنار سزار اوورا نقش‌آفرینی کرد. پس از «لا مادراسترا»، او به‌عنوان بانوی اول شهر پاچوکا، در حالی که همسرش به‌عنوان شهردار فعالیت می‌کرد، وظایف اجتماعی خود را انجام داد و همزمان به بازی در سریال‌های تلویزیونی ادامه داد. در سال ۲۰۰۷، او در سریال «ویکتوریا» تولید شبکه تله‌موندو در کنار آرتورو پنیچه و مائوریسیو اوچمان نقش اصلی را ایفا کرد. در سال ۲۰۰۸، او در سریال «ان نومبره دل آمور» به کارگردانی کارلوس مورنو نقش مکآرنا، خواهر شخصیت کارلوتا (با بازی لتیسیا کالدرون)، را در کنار لتیسیا کالدرون، آلیسون لوز و آلتایر خارابو بازی کرد.
دهه ۲۰۱۰
در سال ۲۰۱۰، او به‌عنوان یکی از ۵۰ چهره زیبای آمریکای لاتین معرفی شد. در اواسط سال ۲۰۱۰، او برای ایفای نقش اصلی سریال «تری‌اونفو دل آمور» به تهیه‌کنندگی سالوادور مخیا آلخاندره با نام ویکتوریا تأیید شد و در کنار مایته پرونی، ویلیام لوی و دیه‌گو اولیویرا ایفای نقش کرد. پس از «تری‌اونفو دل آمور»، روفو بر خانواده‌اش و اجرای تئاتر، به‌ویژه نمایش «دولسه پاخارو ده خوونتود»، تمرکز کرد. او همچنین از کمپین انتخاباتی همسرش، عمر، برای کرسی سنا حمایت کرد که در نهایت موفق به کسب آن شد.
در سال ۲۰۱۲، خوزه آلبرتو کاسترو او را برای بازی در سریال «کرونا ده لاگریماس» در کنار خوزه ماریا توره، مانه دلا پارا، الخاندرو نونس و آدریانا لوویه تأیید کرد. او به دلیل عملکرد درخشانش در این سریال، جایزه بهترین بازیگر نقش اول زن در سی و یکمین دوره جوایز تی‌وی‌نوولاس را دریافت کرد. در سال ۲۰۱۴، او در سریال «لا مال‌ک‌ریدا» در کنار آریادنه دیاز، کریستین مایر، آفریکا زاوالا و آرتورو پنیچه نقش اصلی را ایفا کرد. در سال ۲۰۱۶، سالوادور مخیا او را برای ایفای نقش اصلی در سریال «لاس آمازوناس» دعوت کرد. در سال ۲۰۱۹، او در سریال کمدی «سیتا آ سیه‌گاس» نقش اصلی را با نام ماورا ایفا کرد و برای اولین بار به ژانر کمدی وارد شد. این اولین سریالی بود که او در آن گریه نکرد و بازی‌اش مورد استقبال قرار گرفت.

## نقش‌های تلویزیونی
| عنوان                       | سال       | نقش                                | توضیحات              |
| --------------------------- | --------- | ---------------------------------- | -------------------- |
| کنفلیکتوس ده اون مدیکو      | ۱۹۸۰      | روساریو ری‌یس                       |                      |
| آل روخو ویوو                | ۱۹۸۰      | پیلار آلوارز                       |                      |
| کرمه سی‌یمپره                | ۱۹۸۱      | خولیا                              |                      |
| ایکس‌ئی-تی‌یو                 | ۱۹۸۲      | مجری                               | بازیگر اصلی          |
| ان بوسکا دل پارایسو         | ۱۹۸۲      | گریسل                              |                      |
| لا فی‌یرا                    | ۱۹۸۳      | ناتالیا رامیرس "لا فی‌یرا"          | نقش اصلی             |
| خوآنا ایریس                 | ۱۹۸۵      | خوآنا ایریس مادریگال مارتینس       | نقش اصلی             |
| ویکتوریا                    | ۱۹۸۷–۱۹۸۸ | ویکتوریا مارتینس مدینا             | نقش اصلی             |
| سیمپلمانته ماریا            | ۱۹۸۹–۱۹۹۰ | ماریا لوپس                         | نقش اصلی             |
| کاپریچو                     | ۱۹۹۳      | کریستینا آرآندا مونتانو            | نقش اصلی             |
| پوبره نینیا ریکا            | ۱۹۹۵–۱۹۹۶ | کنسوئلو وی‌یگران گارسیا-مورا        | نقش اصلی             |
| موخر، کاسوس ده لا ویدا رئال | ۱۹۹۷–۲۰۰۱ | نقش نامعلوم                        | ۳ اپیزود             |
| ویوو پور النا               | ۱۹۸۸      | النا کارواخال                      | نقش اصلی             |
| آبراسامه موئی فوئرته        | ۲۰۰۰–۲۰۰۱ | کریستینا آلوارز ریواس ده ری‌و‌رو     | نقش اصلی             |
| لا مادراسترا                | ۲۰۰۵      | ماریا فرناندس آکونیا               | نقش اصلی             |
| ویکتوریا                    | ۲۰۰۷      | ویکتوریا سانتی‌ستبان ده مندوسا      | نقش اصلی             |
| ان نومبره دل آمور           | ۲۰۰۸–۲۰۰۹ | ماکارنا اسپینوسا ده لوس مونتروس    | نقش اصلی؛ ۶۶ اپیزود  |
| تری‌اونفو دل آمور            | ۲۰۱۰–۲۰۱۱ | ویکتوریا ساندووال                  | نقش اصلی؛ ۱۷۶ اپیزود |
| کرونا ده لاگریماس           | ۲۰۱۲–۲۰۲۳ | رفوخیو چاورو                       | نقش اصلی؛ ۲۲۲ اپیزود |
| لا مال‌ک‌ریدا                 | ۲۰۱۴      | کریستینا مالدونادو ری‌یس ده دومینگس | نقش اصلی؛ ۱۱۶ اپیزود |
| لاس آمازوناس                | ۲۰۱۶      | اینس هوئرتا                        | نقش اصلی؛ ۶۱ اپیزود  |
| سیتا آ سیه‌گاس               | ۲۰۱۹      | ماورا فوئنتس ده سالاسار            | نقش اصلی             |

## جوایز و نامزدی‌ها

### جوایز تی‌وی‌نوولاس
| سال  | دسته‌بندی              | سریال             | نتیجه    |
| ---- | --------------------- | ----------------- | -------- |
| ۱۹۸۵ | بهترین بازیگر زن جوان | لا فی‌یرا          | پیروز    |
| ۱۹۸۸ | بهترین تم موسیقی      | ویکتوریا          | نامزدشده |
| ۱۹۸۸ | بهترین بازیگر زن      | ویکتوریا          | نامزدشده |
| ۱۹۹۰ | بهترین بازیگر زن      | سیمپلمانته ماریا  | نامزدشده |
| ۱۹۹۴ | بهترین بازیگر زن      | کاپریچو           | نامزدشده |
| ۱۹۹۹ | بهترین بازیگر زن      | ویوو پور النا     | نامزدشده |
| ۲۰۰۶ | بهترین بازیگر زن      | لا مادراسترا      | نامزدشده |
| ۲۰۱۳ | بهترین بازیگر زن      | کرونا ده لاگریماس | پیروز    |

### جوایز براوو
| سال  | دسته‌بندی                 | سریال        | نتیجه |
| ---- | ------------------------ | ------------ | ----- |
| ۲۰۰۶ | بهترین بازیگر زن نقش اول | لا مادراسترا | پیروز |

### جوایز پیپل ان اسپانیول
| سال  | دسته‌بندی              | سریال             | نتیجه    |
| ---- | --------------------- | ----------------- | -------- |
| ۲۰۰۹ | بهترین بازیگر زن      | ان نومبره دل آمور | نامزدشده |
| ۲۰۱۱ | بهترین بازیگر زن مکمل | تری‌اونفو دل آمور  | نامزدشده |